# الدوري السعودي الممتاز لكرة السلة
الدوري السعودي الممتاز لكرة السلة (بالإنجليزية: Saudi Premier League)‏ هو دوري كرة سلة للمحترفين في السعودية، ينضمه الاتحاد السعودي لكرة السلة. يضم حاليا 12 فرق.

## الفرق المشاركة لموسم 2021/2022
- الاتحاد
- الأنصار
- الهلال
- الفتح
- النهضة
- النصر
- الأهلي
- أحد
- أبها
- الوحدة
- السلام
- ضباء